# Margret Marquart
Margret Marquart, auch Margareta (* 25. Februar 1928 in Böttingen; † 21. April 2004 ebenda) war eine deutsche Ärztin und katholische Theologin. Sie arbeitete über 20 Jahre als Missionsärztin in Afrika und gründete im Jahr 1960 in Kpando (Ghana) ein Missionskrankenhaus, das später nach ihr benannte Margret Marquart Catholic Hospital (MMCH).

## Leben und Wirken
Margret Marquart war die zweitälteste Tochter des Landwirts Johannes Marquart und seiner Frau Helene geborene Villing. Zunächst besuchte sie die Oberschule für Jungen in Spaichingen, dann bis zum Abitur im Jahr 1947 die Oberschule für Jungen in Tuttlingen. An der Universität Tübingen studierte sie Medizin und Theologie, unter anderem bei Fridolin Stier. Nach dem Physikum wechselte Marquart an das Missionsärztliche Institut der Universität Würzburg, wo sie 1953 ihr medizinisches Staatsexamen ablegte und ihre Doktorarbeit schrieb.
Schon im Alter von 16 Jahren wusste Margret Marquart, dass sie Missionsärztin werden wollte. Nach Abschluss ihres Medizinstudiums trat sie deshalb der Internationalen Bewegung Christlicher Frauen (GRAL) bei und bereitete sich in deren niederländischem Zentrum de Tiltenberg auf ihren Auslandseinsatz vor. Ende 1956 wurde sie an ihren ersten Einsatzort, das Rubaga Hospital in Kampala (Uganda), entsandt.

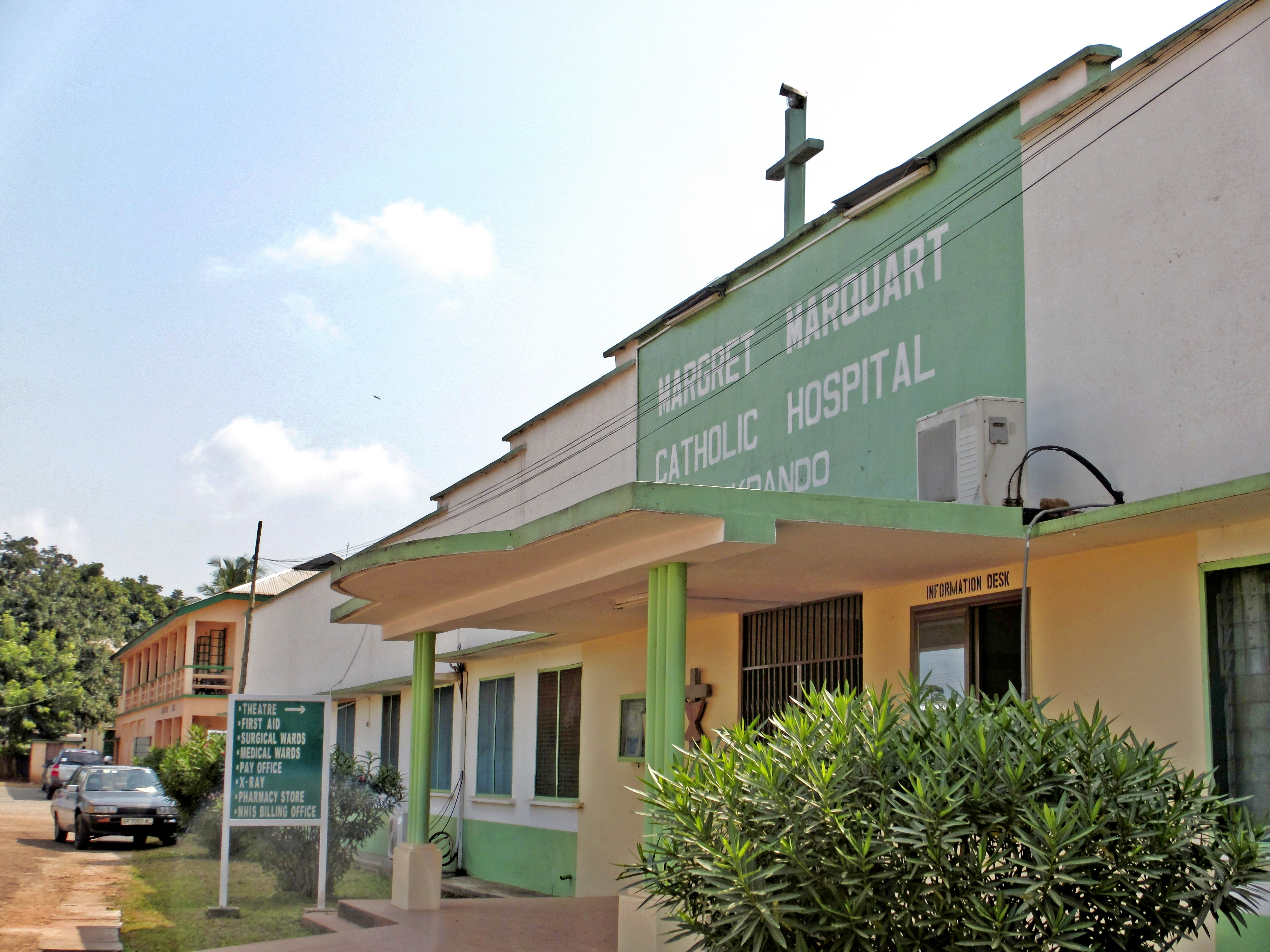
Das Margret Marquart Catholic Hospital in Kpando (Ghana), 2011

Drei Jahre später schickte man sie nach Ghana, wo sie im Jahr 1960 in der Stadt Kpando zusammen mit den beiden österreichischen Krankenschwestern Anita Linninger und Phily Fuchs ein Missionskrankenhaus, das Kpando Hospital, gründete. Dort war sie 17 Jahre als Chefärztin tätig. Im Jahr 1982 wurde das Kpando Hospital ihr zu Ehren in Margret Marquart Catholic Hospital (MMCH) umbenannt. Heute trägt die Klinik den Namen MMCH Volta Eye Clinic. Als eine der am besten ausgestatteten Augenkliniken in Ghana bietet sie die einzige Behandlungsmöglichkeit für die etwa zwei Millionen Einwohner der Volta-Region.
Für ihr langjähriges Engagement wurde Margret Marquart am 21. Dezember 1970 durch Bundespräsident Gustav Heinemann das Bundesverdienstkreuz 1. Klasse verliehen; überreicht wurde es ihr am 5. Februar 1971 in Accra (Ghana) durch den Botschaftsattaché Helmut Müller.
Im April 1977 kehrte Margret Marquart aus gesundheitlichen Gründen in ihre Heimat zurück. Zunächst Fremde im eigenen Land, arbeitete sie nach einer Phase der Neuorientierung zunächst beim Gesundheitsamt in Tuttlingen und danach von 1978 bis 1992 beim Deutschen Institut für Ärztliche Mission (Difäm) in Tübingen.
Papst Johannes Paul II. berief Margret Marquart im Jahr 1979 zur Konsultorin der Kongregation für die Evangelisierung der Völker (Propaganda Fide). In der Funktion als Beraterin in Weltgesundheitsfragen für den Päpstlichen Rat „Cor Unum“ nahm sie als Vertreterin der Römischen Kurie an Konferenzen in Veldhoven, Manila und São Paulo teil. Bischof Georg Moser ernannte sie 1980 zur Beraterin des Bischöflichen Ordinariats Rottenburg.
Neben ihrer beruflichen Tätigkeit engagierte sich Margret Marquart immer für arme, hilfsbedürftige und am Rande der Gesellschaft stehende Menschen. Von 1992 bis 1996 arbeitete sie ehrenamtlich als Seelsorgerin für die Asylbewerber in der Abschiebehaft bei der Justizvollzugsanstalt Rottenburg. Aus Verärgerung über die in ihren Augen unmenschliche Abschiebepraxis gab Margret Marquart als Zeichen des Protestes das ihr verliehene Bundesverdienstkreuz im Jahr 1997 an den baden-württembergischen Ministerpräsidenten Erwin Teufel zurück.
Margret Marquart starb im April 2004 an einer Tumorerkrankung in ihrem Heimatort Böttingen.
Im Jahr 2008 veröffentlichte ihr Neffe Hubert Marquart ein Buch über ihr Leben. In ihrem Heimatort Böttingen wird Margret Marquart als wichtige Persönlichkeit des Ortes in Ehren gehalten. 2014 fanden anlässlich ihres 10. Todestages sowohl in Böttingen als auch in Kpando (Ghana) Gedenkgottesdienste statt.

## Ehrungen
- 1970: Bundesverdienstkreuz 1. Klasse
- 1976: Verleihung der Grand Medal (Honorary Division) durch die Regierung Ghanas
- 1982: Umbenennung des Kpando Hospitals in Margret-Marquart-Catholic-Hospital
- 1985: Verleihung der Martinus-Medaille durch Bischof Georg Moser
- 1990: Staufermedaille des Landes Baden-Württemberg
- 1995: Päpstlicher Silvesterorden

## Veröffentlichungen
- Die tubuläre Insuffizienz bei der Salyrganvergiftung. Würzburg, Medizinische Fakultät, Dissertation vom 4. November 1953.
- mit Dietrich Wiederkehr und anderen: Wirklichkeit und Theologie: Theologische Versuche und pastorale Impulse aus der Weltkirche. Steyler Verlagsbuchhandlung, 1988, ISBN 3-8050-0193-2.